# Női gerendagyakorlat a 2005. évi nyári európai ifjúsági olimpiai fesztiválon
A 2005. évi nyári európai ifjúsági olimpiai fesztiválon az torna versenyszámait Lignano Sabbiadoróban rendezték. A női gerendagyakorlat selejtezőjét július 5.-én, a döntőjét pedig július 8.-án rendezték.

## Döntő
| H     | Név                         | Nemzet           | Bünt  | Össz  | Mj |
| ----- | --------------------------- | ---------------- | ----- | ----- | -- |
| Arany | Karina Myasnikova           | Oroszország      |       | 9.562 |    |
| Ezüst | Georgiana Alina Stanculescu | Románia          |       | 9.412 |    |
| Bronz | Ksenia Afanaseva            | Oroszország      |       | 9.100 |    |
| 4.    | Vanessa Ferrari             | Olaszország      |       | 8.937 |    |
| 5.    | Marina Sergienko            | Ukrajna          |       | 8.775 |    |
| 6.    | Andrea Stanescu             | Románia          | 0,100 | 8.687 |    |
| 7.    | Gaelle Mys                  | Belgium          |       | 8.500 |    |
| 8.    | Jenny Kohler                | Franciaország    |       | 7.612 |    |
|       |                             |                  |       |       |    |
|       | Goksu Uctas                 | Törökország      |       |       | T1 |
|       | Marie-Sophie Hindermann     | Németország      |       |       | T2 |
|       | Viktoryia Makshtarova       | Fehéroroszország |       |       | T3 |